# Ferenczy József (kanonok)
Ferenczy József (Besztercebánya, 1780. június 23. – Eger, 1862. augusztus 7.) táblabíró, egri kanonok.

## Élete
Egri kanonok, az egri érseki líceumban a hittudomány tanára, az egri szentszéknek ügyésze, Heves- és Külső-Szolnok megye táblabirája volt.

## Munkái
Áldott emlékezete Isten és emberek előtt kedves néh. Nagy-Szalatnyai báró Fischer István úrnak, melyet hirdetett, midőn az egri érsekségnek árva rendeitől gyászos egyházi pompával tiszteltetnék az egri főtemplomban 1821. eszt. kisasszony havának 28. napján. Eger.